# Klotten
Klotten es un municipio situado en el distrito de Cochem-Zell, en el estado federado de Renania-Palatinado (Alemania). Su población estimada a finales de 2016 era de 1221 habitantes.
Se encuentra ubicado en la zona centro-norte del estado, cerca de la orilla del río Mosela, uno de los principales afluentes del Rin por su margen izquierda.